# De engelskspråkiga folkens historia
De engelskspråkiga folkens historia, A History of the English-Speaking Peoples, är ett historiskt verk av Winston Churchill som publicerades 1956-58 i fyra volymer.
Verket beskriver historien från romarnas invasion av Storbritannien på 50-talet f.Kr. fram till början av första världskriget.
Churchill började skriva verket under 1930-talet, men han avbröt arbetet när han blev premiärminister vid andra världskrigets utbrott. När han avgick 1945 skrev han andra verk, bland annat en serie böcker om det avslutade kriget. Hans andra mandatperiod 1951-55 försenade arbetet med De engelskspråkiga folkens historia ytterligare.